# Fem på nya äventyr
Fem på nya äventyr är skriven av Enid Blyton och utkom 1943. Boken ingår i serien Fem-böckerna.

## Handling
Quentin anställer en privatlärare och barnen möter Mr Roland vid tåget. Dick och Julian gillar honom. Timmy skakar inte tass med Mr Roland utan vänder honom ryggen. Vid ett besök hos paret Sanders på Kirrin Farm upptäcker de fem en lönnpanel i hallen. De får reda på ett skåp har ett falsk baksida med ett utrymme bakom. En gammal trasa med märken och tecken på hittas bakom lönnpanelern
Mr Rolands berättar att den latinska inskriptionen på trasan de hittade betyder "Hemlig väg". Viktiga papper försvinner från Quentins arbetsrum. Sådan är början på denna historia.

## Bokens karaktärer
- Anne, Dick, Julian – Syskon, kusiner med George
- Georgina "George" - Kusin till Anne, Dick och Julian
- Tim - Georges hund
- Fanny – Georges mamma
- Quentin – Georges pappa
- Johanna – kokerska hos Georges familj
- Magister Roland – informatorn som Quentin anställt för att femgänget ska kunna läsa extra på jullovet
- Herr och fru Sanders – Bor på Kirringården, bekanta med Georges familj
- Tomas och Willy – Konstnärerna som bor tillfälligt på Kirringården

## Upplagor på svenska
Första svenska upplagan kom ut 1954 i översättning av Ingegerd Lindström. 1978 kom Kerstin Lennerthsons översättning då i Popserien. Sedan har nya omslagsbilder tillkommit 1994 och 2004. Som talbok inlästes Kerstin Lennerthsons översättning av Anna Maria Käll 2005, medan 2006 kom Ingegerd Lindströms översättning med Sigvard Håkansson som inläsare.

## Bearbetningar
Fem på nya äventyr, en ljudupptagning, hörspel med musik / efter Enid Blyton.
Med medverkande: Strandberg, Örjan (kompositör), Tydén, Jesper (framförande). Ernback, Hans (framförande), Reinhard, Julia (framförande), Reinhard, Felix (framförande), Allsop, Elaine J. (bearbetare), Reinhard, Ulf (översättare). En CD Egmont i Malmö 1991